# Zalužnica
Zalužnica is een plaats in de gemeente Vrhovine in de Kroatische provincie Lika-Senj. De plaats telt 98 inwoners (2001).